# Iglesia de San Sabas (Citnos)
Iglesia de San Sabas (en griego: Εκκλησία Αγίου Σάββα, Ekklisia Ayíou Sávva) es una iglesia ortodoxa griega y un monumento histórico en Hora de Citnos, Grecia.

## Ubicación y descripción
La iglesia de San Sabas se encuentra en Chora de Citnos, en las Cícladas. Su construcción data de 1613. Fue construida a expensas de Antonios Gozzadinos y lleva en la fachada exterior una inscripción con el escudo de armas de la casa veneciana de Gozzadini, de la que era descendiente el fundador.  Se trata de una iglesia de una sola nave, abovedada, con un retablo tallado en madera, bien conservado, que data de alrededor de 1640, y que parece haber sido realizado específicamente para esta iglesia.
La iglesia de San Sabbas está clasificada como monumento histórico del periodo bizantino/post-bizantino desde 1987. Se celebra el 5 de diciembre.